# На берегу реки
«На берегу реки» (англ. River's Edge) — криминальная драма режиссёра Тима Хантера по сценарию Нила Хименеса. Обладатель премии «Независимый дух» за лучший фильм.
Фильм основан на реальных событиях — 3 ноября 1981 года в калифорнийском городке Милпитас 16-летний Энтони Жак Брюссар изнасиловал и задушил 14-летнюю Марси Конрад. Он показал её труп как минимум 13 разным людям, но никто из них не сообщил об убийстве в полицию.

## Сюжет
Группа школьных друзей обнаруживает, что в их обществе находится убийца. Школьник Джон убивает свою подругу Джейми. Он начинает хвастаться в школе об её убийстве, и когда друзья обнаруживают, что он говорит правду, расходятся во мнениях. Лейн — самопровозглашённый лидер группы, намеревается поддержать тайну об убийстве и защитить Джона. В это же время остальные (Мэтт, Кларисса, Мэгги, и Тони) решают, исполнить ли свой гражданский долг и пойти в полицию или покрывать друга-убийцу, сохранив всё в тайне.

## В ролях
| Актёр                | Роль                 |
| -------------------- | -------------------- |
| Криспин Гловер       | Лейн                 |
| Киану Ривз           | Мэтт                 |
| Айони Скай           | Кларисса             |
| Дэниел Робук         | Сэмсон 'Джон' Толлет |
| Дэннис Хоппер        | Фек                  |
| Роксана Зал          | Мэгги                |
| Джошуа Джон Миллер   | Тим                  |
| Джош Ричман          | Тони                 |
| Филип Брок           | Майк                 |
| Том Боуэр            | Детектив Беннет      |
| Конастанция Форсланд | Маделейн             |
| Лео Росси            | Джим                 |
| Джим Метцлер         | Мистер Барквейт      |
| Тейлор Негрон        | Чекер                |
| Данни Детс           | Джейми               |
| Тамми Смитт          | Ким                  |